# Груша уссурійська
Груша уссурійська (Pȳrus ussuriēnsis) — рослина роду груш (Pyrus). Груша уссурійська була описана в 1857 році російським ботаніком Карлом Івановичем Максимовичем.

## Ботанічний опис
Висота стовбура дерева 10–15 м, кора темно-сіра, іноді майже чорна. Крона густа і широка.
Верхня сторона листя глянсувата, темно-зелена, нижня матова і світла, восени листя стає багряно-червоними.
Квітки білі, великі, діаметром 3–4 см і з сильним запахом.
Плоди круглі, подовжені, плодоніжки короткі, довжина 1,5–6,7 см. Плоди дозрівають в кінці серпня — початку вересня.
Коріння уссурійської груші поширюються, як правило, в поверхневих шарах ґрунту, в глибину проникають на 0,7-1,1 метра. Діяльні вологовсмоктувальні корені розташовуються на глибині 10–50 см, а по поширенню в горизонтальному напрямку збігаються з розмірами крони або виходять за її межі не більше, ніж на 1 метр (Казьмін, 1985).

## Поширення
Ареал охоплює Далекий Схід Росії, Північно-Східний Китай і Корейський півострів.